# Аберкромби, Джеймс
Джеймс Аберкромби (англ. James Abercrombie или Abercromby; 1706 — 23 апреля 1781) — британский генерал, главнокомандующий английскими войсками в Северной Америке во время Семилетней войны.

## Биография
Родился в 1706 году в Глассохе, графство Банфшир, Шотландия в зажиточной семье.
В 1742 году поступил в британскую армию, купив офицерский патент. В 1746 году повышен в звании до полковника. С 1756 года — генерал-майор.
В 1757 году командовал бригадой под Луисбургом. После увольнения генерала Джона Кэмпбелла в марте 1758 года стал главнокомандующим английскими войсками в Канаде. Летом 1758 года возглавил экспедицию английских войск против форта Карильон, удерживаемого французами.
Был великолепным организатором, но нерешительным полководцем, в связи с чем получил среди солдат обидное прозвище «Миссис Ненни Кромби». Несмотря на то, что в экспедиции располагал значительными силами (15 тысяч солдат), потерпел сокрушительное поражение в сражении под Карильоном от четырёхтысячной французской армии, после чего был уволен с поста главнокомандующего и вернулся в Англию в 1759 году.
После возвращения стал членом парламента, поддерживал агрессивную политику Великобритании в Северной Америке.